# Idea lynceus
Idea lynceus  is een vlinder uit de familie van de Nymphalidae, onderfamilie Danainae.

## Kenmerken
De spanwijdte is 135 tot 165 millimeter.

## Verspreiding en leefgebied
De soort komt voor in dichtbeboste gebieden in Zuidoost-Azië, met name van Sri Lanka en India via Indo-China tot Maleisië en enkele Indonesische eilanden. 

## De rups en zijn waardplanten
De waardplant voor deze soort is Aganosma corymbosa.